# Barabanki (Distrikt)
Der Distrikt Barabanki (Hindi बाराबंकी जिला, Urdu ضلع بارہ بنکی) ist ein Distrikt im nordindischen Bundesstaat Uttar Pradesh. Sitz der Verwaltung ist die Stadt Barabanki.

## Geographie und Klima
Barabanki liegt östlich angrenzend zu Lucknow, der Hauptstadt von Uttar Pradesh. Der Distrikt besteht ganz überwiegend aus Schwemmland, das die zwei Hauptflüsse Ghaghara und Gomti herangetragen haben. Zwei weitere kleine Flüsse, die überwiegend nur während der Regenzeit Wasser führen, aber dann zu erheblichen Überschwemmungen führen können, sind Kalyani und Rait. Der Ghaghara bildet über eine Strecke von ca. 90 km die ungefähre östliche Begrenzung des Distrikts. Sein häufiger wechselnder Lauf führt auch dazu, dass die offiziell gemessene Distriktfläche im Laufe der Zeit etwas variiert. Die einst ausgedehnten Wälder in Barabanki sind weitgehend abgeholzt und nur noch etwa 5300 ha (etwas mehr als 1 Prozent der Distriktfläche) bestehen aus zerstreuten Waldbeständen, vorwiegend auf unebenem, landwirtschaftlich schlecht nutzbarem Terrain und entlang der Flussufer von Gomti und Kalyani.
Das Klima in Barabanki entspricht dem der Gangesebene mit heißen, feuchten Sommern und kühlen, trockenen Wintern. Im Jahr 2014/15 betrug die Maximaltemperatur 45,0 °C und die Minimaltemperatur 0,5 °C. Der Jahresniederschlag lag 2014/15 bei 738 mm.

## Geschichte
Muslimische Eroberer traten erstmals etwa im Jahr 1030 im Gebiet von Barabanki auf. Die Eroberung führte zu einer massiven Unterdrückung und teilweise Auslöschung der ortsansässigen Hindu-Bevölkerung. Nach der muslimischen Inbesitznahme der Gegend etablierten sich lokale Herrscher, die sich gegenseitig bekriegten. Ab etwa dem 16. Jahrhundert gehörte die Region zum Mogulreich. Noch zu Zeiten der britischen Herrschaft im 19. Jahrhundert gehörte ein großer Teil des Landes muslimischen Herren. 1856 kam es mit dem Rest von Avadh unter britische Herrschaft. Während des Indischen Aufstands von 1857 schlossen sich Teile der Bevölkerung den Aufständischen an, leisteten jedoch nach der Einnahme von Lucknow keinen ernsthaften Widerstand. Danach kam das Gebiet administrativ zu den North-Western Provinces and Oudh. Diese wurden 1902 zu den United Provinces of Agra and Oudh reorganisiert und 1935 in United Provinces umbenannt, woraus nach der Unabhängigkeit Indiens der Bundesstaat Uttar Pradesh entstand.

## Bevölkerung
Die Einwohnerzahl liegt bei 3.260.699 (2011). Die Bevölkerungswachstumsrate im Zeitraum von 2001 bis 2011 betrug 21,96 %. Barabanki hat ein Geschlechterverhältnis von 910 Frauen pro 1000 Männer. Es hat eine Alphabetisierungsrate von 61,75 % im Jahr 2011 und liegt damit deutlich unter dem nationalen Durchschnitt. Knapp 77 % der Bevölkerung sind Hindus und ca. 23 % sind Muslime.
Die Urbanisierungsrate des Distrikts lag 2011 bei 10,2 %. Die größte urbane Agglomeration war Barabanki mit 147.550 Einwohnern.

## Wirtschaft
Hauptwirtschaftszweig ist die Landwirtschaft. Angebaut werden vorwiegend Reis und Weizen. Besonderheiten von Barabanki sind die Gewinnung von Menthol aus Acker-Minze,  sowie die Produktion von medizinischem Opium unter Lizenz des Central Bureau of Narcotics (CBN). Die Industrie (Textilverarbeitung, Verarbeitung landwirtschaftlicher Produkte etc.) spielt bisher eine geringere Rolle. Am 10. Mai 2012 wurde im Dorf Sandauli des Distrikts die erste 2-MW-Solaranlage in Uttar Pradesh eingerichtet. Die Anlage ist seit Januar 2013 in Betrieb.